# Химна Зеленортских Острва
Песма слободе (порт. Cântico da Liberdade) је химна Зеленортских острва.

## Текст

### Текст напортугалском
-{Canta, irmão

canta meu irmão

que a Liberdade é hino

e o Homem a certeza.
Com dignidade, enterra a semente

no pó da ilha nua

No despenhadeiro da vida

a esperança é do tamanho

do mar que nos abraça

Sentinela de mares e ventos perseverante

entre estrelas e o Atlântico

entoa o cântico da Liberdade
Canta, irmão

canta meu irmão

que a Liberdade é hino

e o Homem a certeza.}-